# Erin Brady
Erin Brady (East Hampton, 5 novembre 1987) è una modella statunitense, vincitrice del titolo di Miss USA 2013..

## Biografia
La Brady partecipava al concorso di bellezza in qualità di rappresentante dello stato del Connecticut. In precedenza aveva già tentato di vincere la fascia di Miss Connecticut nel 2012, ma si era classificata alla seconda posizione. Nella storia del concorso è la prima Miss Connecticut a vincere il titolo di Miss USA.
Successivamente Erin Brady ha rappresentato gli Stati Uniti d'America alla sessantaduesima edizione del concorso di Miss Universo, che si è tenuta il 9 novembre 2013. Alla fine del concorso la delegata statunitense è riuscita ad entrare nella top ten delle finaliste, ma non è riuscita ad ottenere il titolo.